# ブリュッセル南駅
ブリュッセル南駅（仏：Gare de Bruxelles-Midi, 蘭：Station Brussel-Zuid）は、ベルギーの首都ブリュッセルの主要な鉄道駅である。トーマスクック時刻表では"Brussels Midi/Zuid"と示されている。IATAコードではZYRと表されている。
ブリュッセル地下鉄やプレメトロも乗り入れており、南駅（仏：Gare du Midi　蘭：Zuidstation）と呼ばれている。

## 駅構造

### ベルギー国鉄
高い時計塔と丸天井が特徴的で入口や、旅客窓口などは大理石やフランス・ブリ地方のモザイクなどで覆われている。11面22線の地上駅。

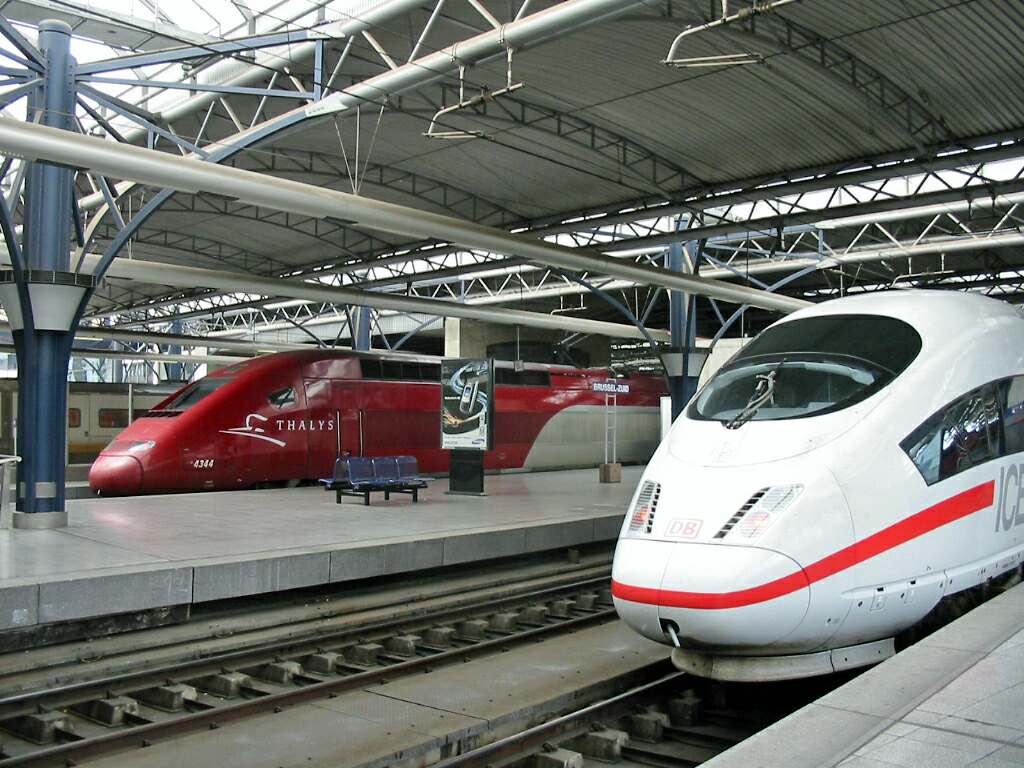
国際線ホーム

| ホーム | 発着列車                 | 備考         |
| ------ | ------------------------ | ------------ |
| 1・2   | ユーロスター             | ホーム長400m |
| 3 - 6  | タリス・TGV・ICE・国内線 | ホーム長400m |
| 7 - 21 | 国内線                   |              |
| 22     | 未使用                   |              |

- 国際線ホーム

### ブリュッセル地下鉄・プレメトロ
ブリュッセル地下鉄の駅は1988年に開業したシモニスからの2路線が乗り入れる終着駅として開業した。ブリュッセル地下鉄の路線はその後、南駅から延長され1993年にクレマンソー、2006年にドラクロワまで達している。駅はクーベル通りの下に位置している。プレメトロの駅は1993年に開業し、ブリュッセル地下鉄とプレメトロの路線網はこれらの駅を共用し、2つの異なった深さの地下に位置している。
また、地下鉄運行会社MIVBは2020年頃を目途としてブリュッセル南駅とブリュッセル＝リュクサンブール駅間を地下鉄で結ぶ計画を立てている。

## 利用状況
当駅に発着する列車は1日当たり1000本ある。1日あたり平均25万人が利用している。

## 駅周辺
当駅は周りをフォンスニ通り（仏：Avenue Fonsny　蘭：Fonsnylaan)が東側に、フランス通り（仏：Rue de France　蘭：Frankrijkstraat）が西側を、クヴェルト通り(仏：Rue Couverte　蘭：Bedektestraat)が北側へ、ヴェテリネール通り（仏：Rue des Vétérinaires　蘭：Veeartsenstraat）が南へ続いている。駅の外の通りに向かってベルギーで一番高いビル、サウスタワーが建っている。1990年代にユーロスターやタリスのターミナルがフランス通りに沿って追加された。また、国内列車のターミネルの横に新装となった駅舎が誕生している。

## 沿革
ブリュッセル南駅の元であるボガルド駅（仏：Station des Bogards　蘭：Bogaardenstation）が1840年からブリュッセル市南部のPlace Rouppe/Rouppeplein近くに存在していたがあまりに小さ過ぎたために29年後に取り壊された。建築家ペイエン設計によるイタリ・ルネッサンス様式の駅舎が1869年に開業する。その駅舎も1949年、北南接続線計画によって壊された。建築家アドリエン・ブロンムと息子のイヴァン・ブロンム、フェルナン・プティによって現在の駅舎が開業したのは1954年である。

## 隣の駅
ベルギー国鉄
北南接続線
ブリュッセル＝シャペル駅 - ブリュッセル南駅
28号線
キュレゲム駅 - ブリュッセル南駅
50A号線
ブリュッセル南駅 - ヘント＝シント＝ピーテルス駅
96号線
ブリュッセル南駅 - フォレスト南駅
124号線
ブリュッセル南駅 - フォレスト東駅
ブリュッセル地下鉄
■2号線
Hallepoort駅 - 南駅 - クレマンソー駅
■6号線
Hallepoort駅 - 南駅 - クレマンソー駅
プレメトロ
■3号線
Lemonnier駅 - 南駅 - Hallepoort駅
■4号線
Lemonnier駅 - 南駅 - Hallepoort駅
■31号線
Lemonnier駅 - 南駅 - Bara駅
■32号線
Lemonnier駅 - 南駅 - Wielemans駅
■33号線
Lemonnier駅 - 南駅 - Hallepoort駅
■51号線
Ninoofsepoort駅 - 南駅 - Hallepoort駅
■81号線
Zweden駅 - 南駅 - Bara駅
■82号線
Lemonnier駅 - 南駅 - Zweden駅
■83号線
Koningslaan駅 - 南駅 - Lemonnier駅